# Mosquée al-Atrouche

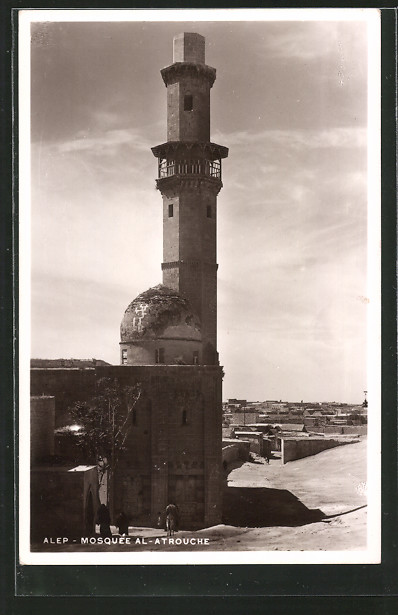
Carte postale ancienne représentant la mosquée al-Atrouche.

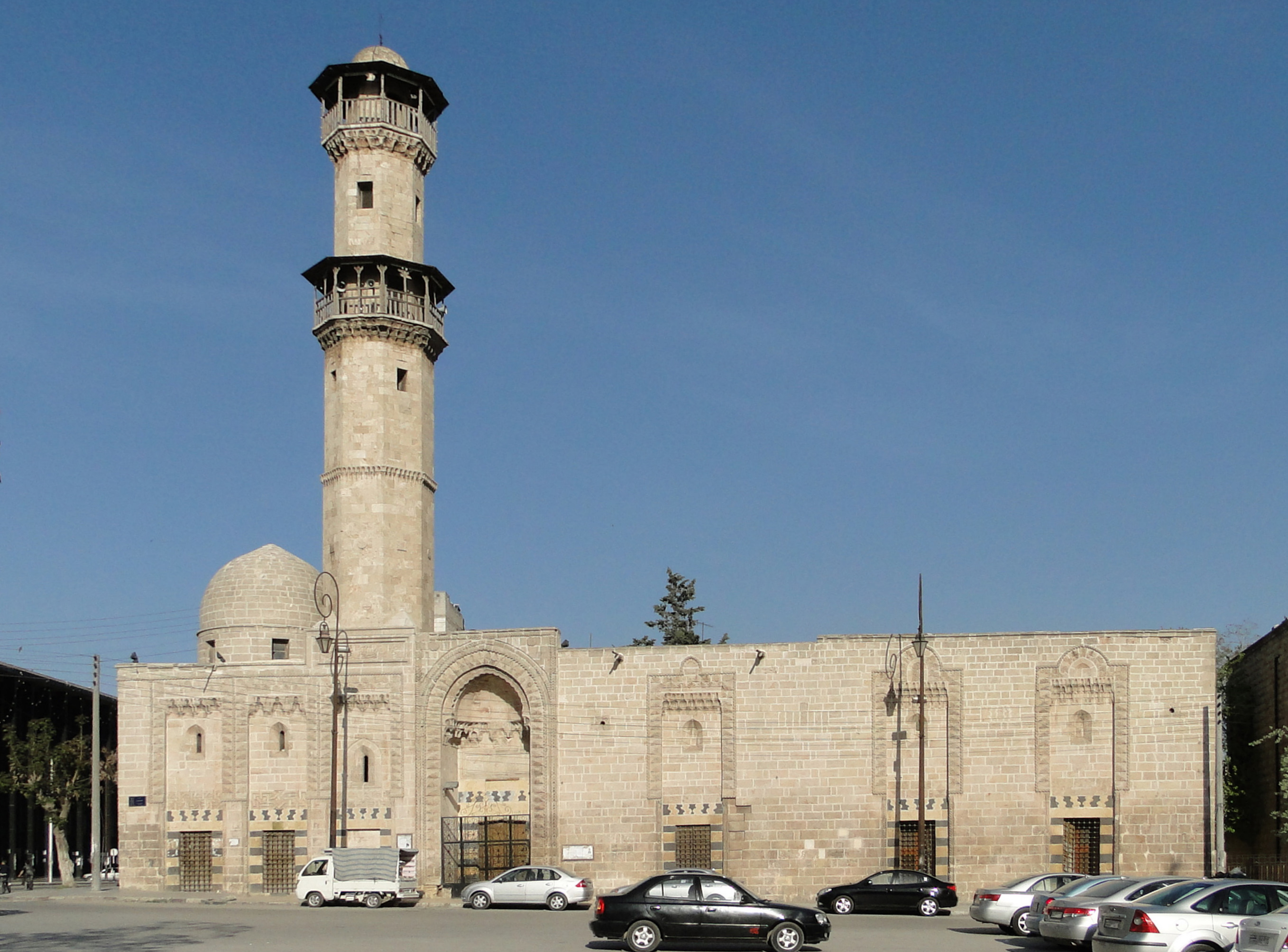
right La mosquée en 2010.

La mosquée al-Atrouche (arabe : جامع الأطروش), connue aussi comme mosquée Dimardach, est une mosquée sunnite située à Alep, deuxième ville de Syrie, au nord du pays. Elle se trouve juste à côté de la citadelle d'Alep, du côté sud, dans le quartier d'al-Adjam de la vieille ville. Selon Gertrude Bell, c'est un bon exemple de l'architecture mamelouke. Elle est de plan rectangulaire.
La mosquée al-Atrouche a été construite à partir de 1393, sous le règne du Mamelouk Aqbogha al-Atrouche (qui meurt en 1398 et s'y fait enterrer), et terminée en 1408 sous son successeur Dimardach al-Nasseri.
Cette mosquée est fameuse pour la décoration de sa façade et son entrée surmontée de motifs ornementaux traditionnels et de mouqarnas islamiques. Le minaret de la mosquée se trouve à gauche de l'entrée principale. Il est de plan octogonal.
La mosquée a été restaurée sous le mandat français en 1922. Elle a été fortement endommagée par les combats dans ce quartier en août 2014. Le minaret a subi de graves dommages et la coupole menace de s'effondrer, tandis que l'intérieur qui comprenait une niche et un minbar de marbre est en partie incendié.